# Castellia tuberculosa
Castellia tuberculosa är en gräsart som först beskrevs av Giuseppe Giacinto Moris, och fick sitt nu gällande namn av Norman Loftus Bor. Castellia tuberculosa ingår i släktet Castellia och familjen gräs. Inga underarter finns listade i Catalogue of Life.